# Le Moniteur universel
Le Moniteur universel (El Monitor Universal, en español) fue un periódico francés fundado el 24 de noviembre de 1789 en París, Francia, por Charles Joseph Panckoucke y que desapareció el 30 de junio de 1901.
Fue el principal periódico durante la Revolución francesa y durante mucho tiempo el diario oficial del gobierno francés. En tiempos de Napoleón fue un órgano de propaganda del régimen napoleónico. El diario tuvo una amplia difusión tanto en Francia como en Europa y los Estados Unidos durante la Revolución Francesa.

## Historia
El interés despertado por los debates de la primera Asamblea Nacional sugirió a Hugues-Bernard Maret la idea de publicar el Boletín de la Asamblea. Charles-Joseph Panckoucke (1736-1798), dueño de la revista Mercure de France y editor de la famosa Encyclopédie de 1785, lo convenció para integrar el Boletín en un diario más grande, la Gazette nationale o Le Moniteur universel.
El 2 de diciembre de 1799 Le Moniteur fue declarado periódico oficial. Napoleón obtuvo el control del diario a través de Hugues-Bernard Maret y Jean Jacques Régis de Cambacérès, que eran responsables de su contenido. Debido a los estrictos controles de Napoleón en la prensa, los informes de los debates legislativos se sustituyeron por boletines de la Gran Armada y artículos polémicos en contra de Inglaterra.
El nombre de Gaceta Nacional fue retirado del nombre del periódico el 1 de enero de 1811, cuando se convirtió en Le Moniteur universel. El periódico también pasó a tener menos exclusividad política y abarcó artículos sobre literatura, ciencia y arte, que ocupaban una parte considerable de sus columnas. 
El regreso de Napoleón de su exilio en Elba, ocurrido el 20 de marzo de 1815, confirmó a Le Moniteur en su posición de diario oficial; Le Moniteur anunció en la misma edición tanto la salida del rey Luis XVIII como la llegada del Emperador al palacio de las Tullerías.
Inmediatamente después de la Revolución de 1830, uno de los primeros pasos del gobierno provisional fue tomar el control de Le Moniteur.
Le Moniteur cesó su publicación el 31 de diciembre de 1868, siendo reemplazado por el Diario Oficial de la República Francesa.